# Wykonać wyrok
Wykonać wyrok (tytuł oryg. Death Warrant) – amerykański film sensacyjny z 1990 roku w reżyserii Derana Sarafiana z Jean-Claude’em Van Damme’em w roli głównej. Scenariusz do filmu napisał na przełomie lat 80. i 90. David S. Goyer, późniejszy twórca skryptów do filmów takich jak Blade: Wieczny łowca, Batman: Początek i Ghost Rider – wówczas student University of Southern California. Film był pierwszym w karierze Goyera komercyjnym przedsięwzięciem.

## Obsada
- Jean-Claude Van Damme – Louis Burke
- Robert Guillaume – Hawkins
- Cynthia Gibb – Amanda Beckett
- George Dickerson – Tom Vogler
- Art LaFleur – sierżant DeGraf
- Patrick Kilpatrick – Christian „Sandman” Naylor
- Joshua John Miller (w czołówce jako Joshua Miller) – Douglas Tisdale
- Hank Stone (w czołówce jako Hank Woessner) – Romaker
- Conrad Dunn (w czołówce jako George Jenesky) – Konefke
- Jack Bannon – Ben Keane
- Abdul Salaam El Razzac – „Ksiądz”
- Armin Shimerman – dr. Gottesman
- John Lantz – Sam Waldon
- Hans Howes – strażnik Keller
- Harry Waters Jr. – Jersey

## Fabuła
Po aresztowaniu psychopaty o pseudonimie Sandman, tajny kanadyjski detektyw Louis Burke chce wyjechać na zasłużony urlop. Nim jednak ziści swoje ciche marzenia, musi odnaleźć sprawcę morderstw, do jakich doszło w więzieniu stanowym Harrison w Kalifornii. By wykonać zadanie, udaje skazańca. Sprawą tajemniczych zgonów zajmuje się także adwokat Amanda Beckett, która podszywa się pod domniemaną żonę Louisa.
Na miejscu Burke zostaje uwikłany w sprawę ataku na swojego współlokatora. Zostaje pobity, poddany brutalnemu przesłuchaniu oraz trafia do osobnej celi, gdzie przez szereg dni jest przetrzymywany w spartańskich warunkach. Zwraca na siebie uwagę dyrektora zakładu karnego i strażników.
Do więzienia trafia po pewnym czasie także Sandman, który rozpoznaje w Burke’u policjanta. Dochodzi do krwawej konfrontacji.

## Nawiązania kulturalne
- Wyraźna zależność zauważalna jest pomiędzy filmem Derana Serafiana a produkcją telewizyjną Spike TV pt. Krwawy ring (Ring of Death) z 2008 roku. Fabuła drugiego z filmów wyraźnie czerpie z projektu Serafiana, główny bohater zaś, kreowany przez Johnny’ego Messnera, nosi znamienne imię „Burke Wyatt”, podczas gdy bohaterem filmu niniejszego jest detektyw Louis Burke.
- Na temat filmu David Worth dyskutował w dokumencie Jamesa Coane’a Hollywood Stuntmakers: Fantastic Fights (1991); tytuł wymieniono także w dokumentalnym krótkim metrażu A Tale of Two Titans (2004), w którym u boku Dolpha Lundgrena wystąpił Jean-Claude Van Damme.
- W brytyjsko-francuskim filmie Hot Fuzz – Ostre psy (2007) dostrzec można płytę DVD filmu Wykonać wyrok.

## Box office
| USA | US$ 16,853,487 |

## Plan zdjęciowy
Film kręcono od 26 lipca do 23 września 1989 roku w prawdziwych sceneriach więziennych.